# Wolgok-dong, Gwangju
Wolgok-dong (koreanska: 월곡동) är en stadsdel i stadsdistriktet Gwangsan-gu i staden Gwangju i den sydvästra delen av Sydkorea,  270 km söder om huvudstaden Seoul.

## Indelning
Administrativt är Wolgok-dong indelat i:
| Namn    | Namn              | Yta km² | Invånare 31 dec 2020 |
| ------- | ----------------- | ------- | -------------------- |
| 월곡1동 | Wolgok 1(il)-dong | 0,86    | 12 618               |
| 월곡2동 | Wolgok 2(i)-dong  | 1,12    | 19 277               |